# Slag bij Quatre-Bras
De Slag bij Quatre-Bras was een veldslag die geleverd werd op 16 juni 1815, twee dagen voor de Slag bij Waterloo, bij het strategisch gelegen kruispunt van Quatre-Bras. De weg van Nijvel naar Namen kruist daar de weg van Charleroi naar Brussel. 
Britse, Hanoveriaanse en Nederlandse legerkorpsen onder leiding van de hertog van Wellington, prins Willem van Oranje-Nassau en de hertog van Brunswijk verdedigden de kruising tegen de linkervleugel van de Grande Armée onder de Franse Maarschalk Ney. 

## Wat voorafging
Na zijn ontsnapping van Elba op 1 maart 1815 rukte Napoleon in snel tempo op naar Parijs, dat hem zonder gevecht binnenhaalde. Ook maarschalk Ney, uitgezonden om hem tegen te houden, was naar hem overgelopen. Napoleon mobiliseerde de Franse legers voor een gewaagde veldtocht. Hoewel de voortdurende conscriptie uit de voorgaande jaren de Franse bevolking behoorlijk had uitgedund, wist hij toch een leger van 200.000 man op de been te brengen. Na het afsplitsen van diverse korpsen en divisies voor het neerslaan van opstanden in onder andere de Vendée, voor garnizoenen in diverse grenssteden, en voor de bewaking van de Franse oostgrens tegen Oostenrijk, rukte hij met 130.000 man op naar het noorden. Hier trok hij op 15 juni 1815 bij Charleroi de Samber over. Rondom deze stad lag het 1e korps van generaal von Zieten, en grensde het Pruisische leger onder Blücher aan het geallieerde leger onder de hertog van Wellington.
Vanwege de manier van communiceren, met koeriers te paard, zou het die dag lang duren voordat de opperbevelhebbers uiteindelijk te weten kwamen op welk punt aan de zuidelijke grens Napoleon zijn offensief had ingezet. Wellington had als voornaamste taak om Brussel en Gent te beschermen en wilde tussen deze plaatsen en de grens een veldslag aangaan. In geval van alarm zou hij zijn divisies verzamelen op vooraf afgesproken plaatsen en vervolgens zijn plannen uitwerken. Bij de Pruisen werd al sneller duidelijk wat het aangevallen punt was en maarschalk Blücher gaf orders aan zijn leger om zich te verzamelen in de buurt van het plaatsje Sombreffe.
De prins van Oranje (de latere koning Willem II) en zijn generaals waren verantwoordelijk onder andere voor de bewaking van de weg die vanaf de grens bij Bergen, via Nijvel naar Brussel leidde. Toen de Nederlanders vernamen dat hun Pruisische buren werden aangevallen, werden de infanteriedivisie van generaal Chassé en de cavaleriedivisie van generaal Collaert gealarmeerd, om een verdedigende positie in te nemen achter het riviertje de Hene en zich vervolgens te verzamelen bij Fay. De cavaleriebrigade van generaal Van Merlen werd als scherm verplaatst in de richting waar de Fransen de Pruisen aanvielen, om te verkennen of er ook geen vijandelijke troepen hun richting uitkwamen. Verder bleven zij in afwachting van orders van Wellington.

### Ontwikkelingen op 15 en 16 juni

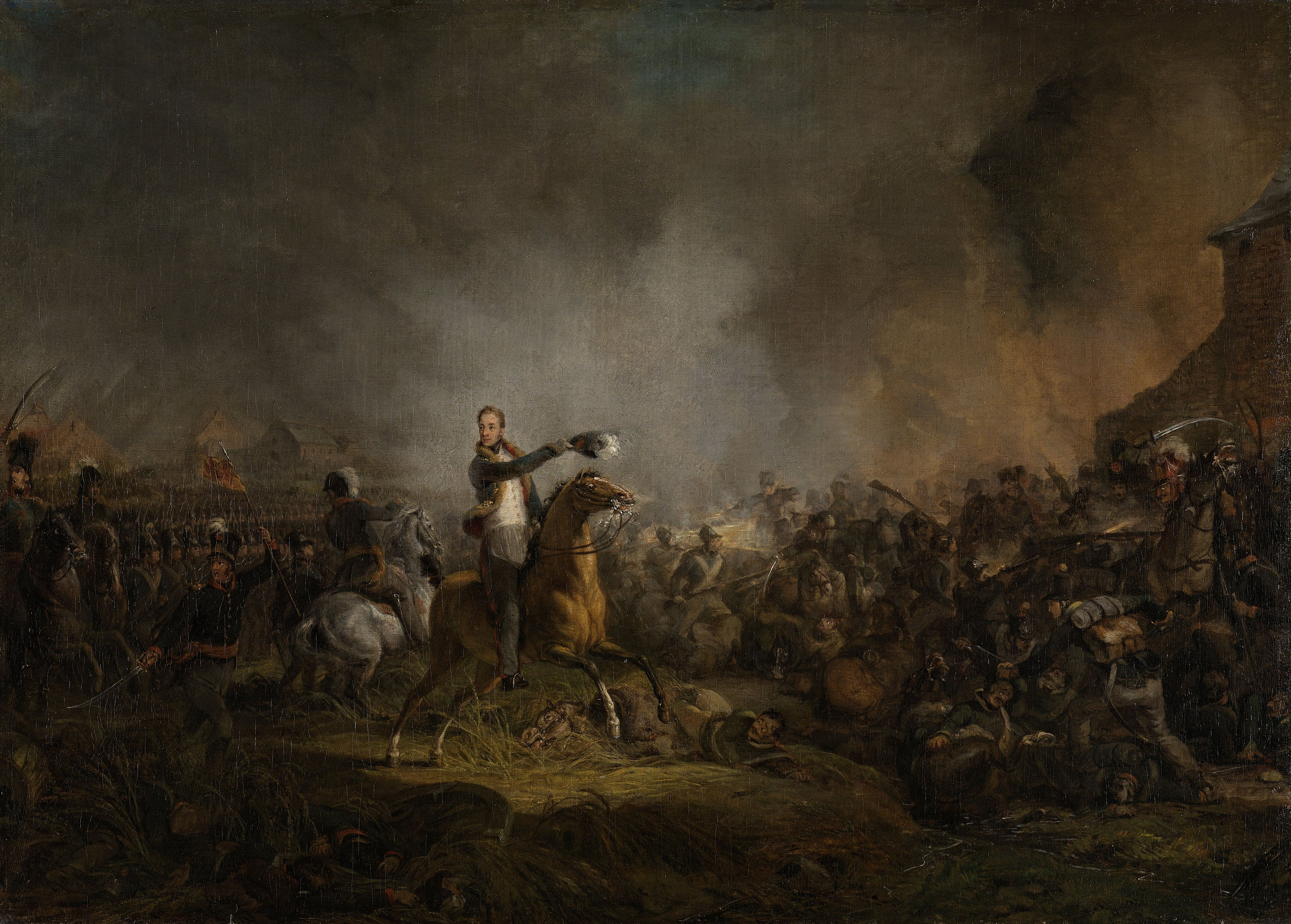
Prins Willem in de slag bij Quatre-Bras door Jan Willem Pieneman

Op 15 juni was Quatre-Bras niet meer dan het verzamelpunt van de 2e Brigade van generaal De Perponchers divisie, die volledig bestond uit Nassause bataljons en de batterij rijdende artillerie Bijleveld. Ten zuiden van het kruispunt te Frasnes bevond zich één bataljon Nassauers samen met Bijlevelds artillerie, die daar gekantonneerd waren. De andere troepen van de brigade bevonden zich in andere dorpen en gehuchten rondom het kruispunt.
De prins van Oranje was de ochtend van 15 juni op inspectie geweest te Saint-Symphorien, waar zich de lichte cavaleriebrigade bevond van generaal Van Merlen. Hier werd hij ingelicht over een Franse aanval op de Pruisen; nadat hij was teruggekeerd op zijn hoofdkwartier in 's-Gravenbrakel en had overlegd met zijn stafchef generaal De Constant Rebecque, reed hij in gezelschap van een van zijn aide-de-camps kapitein Russel naar Brussel om Wellington in te lichten. Deze nam de inlichtingen van de prins echter op dat moment niet serieus. In plaats van zijn voorgenomen terugkeer naar het hoofdkwartier van zijn 1e Legerkorps bleef de prins van Oranje op verzoek van Wellington om het bal van de hertogin van Richmond te Brussel bij te wonen. Rond middernacht arriveerde kapitein Webster, een andere aide-de-camp van de prins vanuit het hoofdkwartier, met de onthutsende mededeling dat er Franse troepen voor Quatre-Bras stonden. Nu gaf Wellington de nodige bevelen aan zijn leger en stuurde de prins terug naar 's-Gravenbrakel. In oude geschiedenisboeken wordt vol lof verhaald hoe de prins onmiddellijk, nog in feesttenue, te paard steeg toen hij hoorde dat maarschalk Ney Quatre-Bras naderde. In werkelijkheid kleedde hij zich eerst nog om voordat hij naar Quatre-Bras trok om de situatie in ogenschouw te nemen.
Onderweg naar Quatre-Bras beval hij De Constant Rebecque, die vooruit reed, de militiebataljons (het 5e en 7e) om samen met hun commandant Van Bylandt ook naar het kruispunt te marcheren. Het 7e Linie bleef achter zolang de 3e divisie van generaal Chassé niet de positie en verdediging kon overnemen van Nijvel. Aangekomen op het kruispunt zelf zorgde de prins ervoor dat delen van Perponchers divisie achter de beschutting van het Bos van Bossu en de kleine heuvels van het terrein zich zo veel mogelijk verscholen, om zo bij maarschalk Ney de indruk te wekken dat hij voor een overmacht stond, of op zijn minst niet zeker wist hoeveel troepen hij tegenover zich had. De generaals De Perponcher en De Constant Rebecque hadden de nodige invloed op dit strategische spel.

### De aanloop naar de slag
Op de 15e juni stuitte een verkennende eenheid Franse lichte cavalerie van de garde op een Nassaus bataljon in Nederlandse dienst en een Nederlandse artilleriebatterij. Na wat schermutselingen trokken de Fransen zich terug en waren de Nederlanders gewaarschuwd. De Nederlandse stafchef en de Nederlandse generaal Perponcher namen, tegen Wellingtons orders in, het initiatief om Perponchers hele divisie bij Quatre-Bras te concentreren. Op de vroege morgen van 16 juni waren alle eenheden verzameld, en de prins van Oranje was inmiddels gearriveerd. De prins beschikte over ongeveer 8000 infanteristen en 16 kanonnen die zo opgesteld waren dat het leek dat er het dubbele aantal stond. Naarmate de slag vorderde zou het aantal geallieerden groeien tot zo'n 32.000. De gearriveerde Fransen hadden echter 18.000 man, inclusief 2000 cavaleristen en 32 kanonnen. Dit aantal groeide tot zo'n 24.000 naarmate de slag vorderde.

## Quatre-Bras

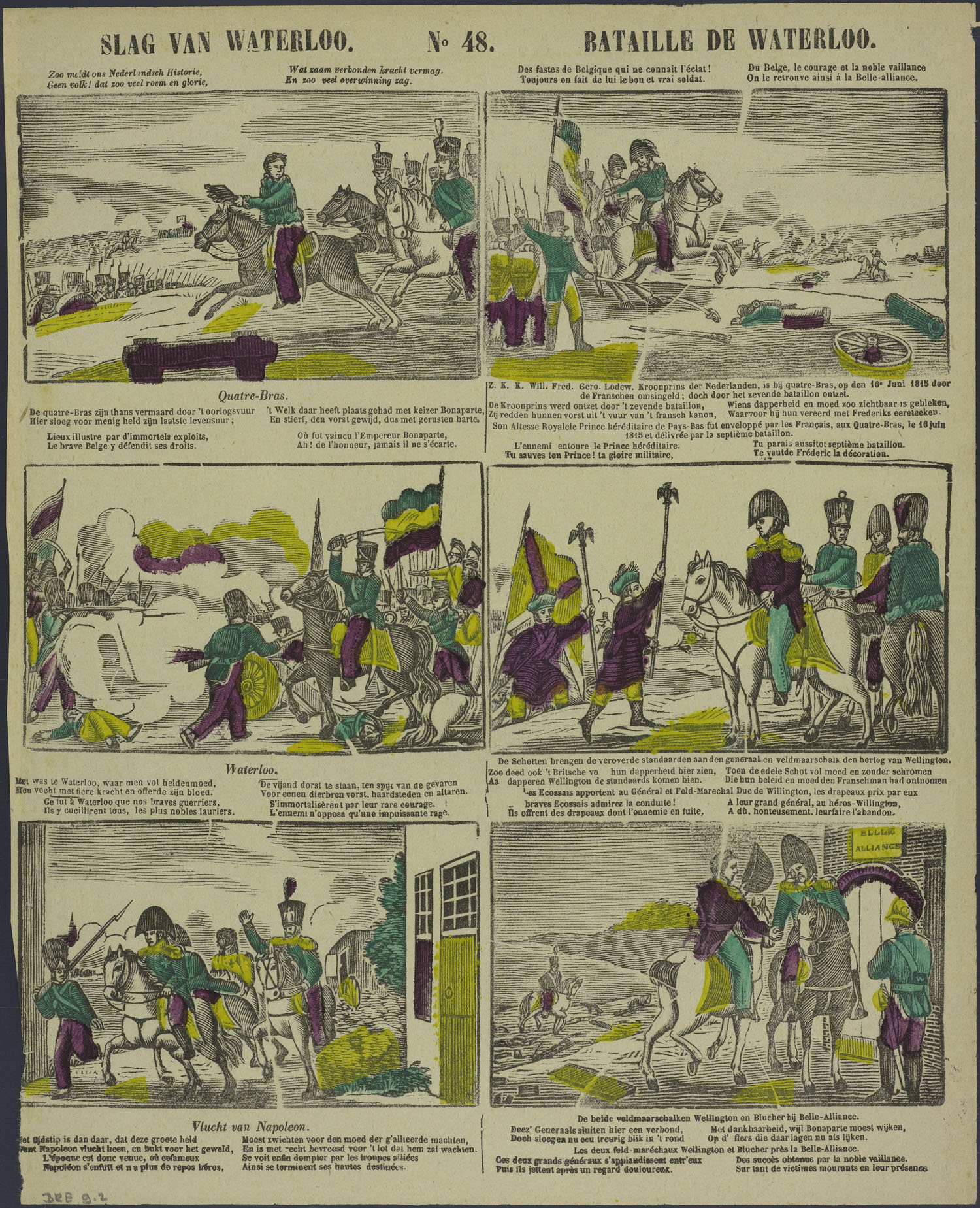
De belangrijkste momenten uit de Slag bij Quatre-Bras en de Slag bij Waterloo op een negentiende-eeuwse centsprent.

### Tegen een overmacht
Op de ochtend van 16 juni beval Napoleon allereerst aan maarschalk Ney om met zijn twee legerkorpsen voorwaarts te trekken en de troepen posities in te laten nemen rondom Quatre-Bras. Hier moest hij verdere orders afwachten van de Franse keizer. Ney stelde deze opmars echter uit; mogelijk speelde hierbij het advies van generaal Reille, een veteraan uit de Iberische oorlogen, een rol. Reille vermoedde een valstrik en had voorgesteld, om pas aan te vallen op het moment dat meer Franse troepen waren gearriveerd.
Ney was pas op 15 juni als bevelhebber van de linkervleugel van het Franse leger aangesteld, en had geen compleet beeld van de situatie.
Nadat de prins van Oranje rond zes uur in de morgen was gearriveerd op het kruispunt, overzag hij de situatie; zeer waarschijnlijk in overleg met de andere aanwezige hoofdofficieren besloot hij de bijna volledig aanwezige 2e Nederlandsche Divisie van generaal Perponcher uiteindelijk als volgt op te stellen.
Op de rechterflank vormden 5 Nassause bataljons de verdediging van het Bois de Bossu, ondersteund door 2 Nederlandse kanonnen, die gedetacheerd waren van de batterij van kapitein Stevenaert. Dit bos lag hoger dan het terrein oostelijk ervan en dekte bovendien de weg vanaf Nijvel, waarvan eventueel meer troepen konden komen. Bij het kruispunt zelf stonden het 5e, 7e en 8e bataljons Nationale Militie opgesteld. Verder vooruit geschoven maakte het 27e Bataljon Jagers de linkerflank, waarvan vier van de zes compagnieën in tirailleurformatie de vijand observeerden. Het 7e Bataljon Infanterie van Linie was in aantocht vanuit Nijvel, en zou pas na 2 uur 's middags arriveren.
Hoewel de divisie gereed was om een eventuele Franse aanval zo goed mogelijk te weerstaan, waren de aanwezige commandanten helemaal niet zeker dat zich juist hier bij Quatre-Bras werkelijk die dag een veldslag zou gaan afspelen. De prins had in de ochtend al vrij snel na zijn aankomst alleen maar versterking gevraagd in de vorm van een lichte cavaleriebrigade van generaal Van Merlen. Verder had hij bevolen dat de 3e Britse Divisie van generaal Alten en de 3e Nederlandsche Divisie van generaal Chassé zich juist moesten opstellen op de hoogtes achter Nijvel om die plaats te verdedigen. Om te zorgen dat Nijvel niet onverhoeds benaderd kon worden door Franse troepen, werd er verder nog iets zuidelijker de rest van de Nederlandse cavaleriedivisie opgesteld onder generaal Collaert (twee brigades sterk).
De gehele ochtend verliep verder ook zeer rustig, op enige onbeduidende schermutselingen tussen tirailleurs na. Hierdoor begonnen de Nederlandse commandanten zich steeds meer af te vragen of de weinige Franse troepen die ze tot nu toe hadden gezien, en die inderdaad maar één infanteriedivisie en één cavaleriebrigade sterk waren, hier niet alleen maar een demonstratie hadden gegeven. De stafchef van de 2e Divisie, Van Zuylen van Nyevelt, rapporteerde later dat men zich meer zorgen maakte dat de Fransen zich toch tegen Nijvel zouden keren en dat daar de aanval moest worden verwacht.

### De slag begint
Om twee uur 's middags openden de Fransen de aanval. Met de beschikbare batterijen bestookten ze de dunne Nederlandse linie. Achter een scherm van tirailleurs zetten zich dichtgepakte colonnes Franse infanterie (twee divisies sterk) in beweging. Ze werden begroet door tirailleurvuur. Maar de overmacht was te groot en de Nederlandse linkerflank, bestaande uit het 27e Jagers, moest zich terugtrekken op de 5e Militie.
De Nederlandse verdediging centreerde zich korte tijd ter hoogte van de boerderij Gémioncourt en een beekje dat daarlangs in oostelijke richting stroomt. De linker Franse divisie rukte echter onverbiddelijk op over de weg naar het kruispunt en de bataljons van de 1e Brigade moesten zich telkens verder terugtrekken. Het is een mythe dat de boerderij langdurig verdedigd is geweest. Uiteindelijk waren de bataljons ten oosten van het Bos van Bossu, alle onder commando van generaal-majoor Van Bylandt, tegen drie uur vrijwel tot aan het kruispunt zelf teruggedrongen. De situatie moet er vrij wanhopig hebben uitgezien en er werd daarom een tegenaanval bevolen, die uitgevoerd moest worden door het 27e Jagers en de 5e Militie. De Franse troepen van generaal Foy waren namelijk al over de weg (richting Brussel) opgerukt en hadden een kleine boerderij bezet, beter bekend als de schaapstal of La Bergerie. De aanval van de twee Nederlandse bataljons mislukte echter, toen plotseling vanachter de Franse infanterie, en verscholen door het licht heuvelachtige terrein, de Franse cavalerie een charge op hen uitvoerde. Het bataljon 5e Militie wist zich ternauwernood in carré te formeren, maar het bataljon 27e Jagers werd compleet verrast en een groot deel van de manschappen werd gevangengenomen door de Franse cavaleristen.
Het moet ook rond drie uur zijn geweest dat Wellington terugkwam na zijn overleg met maarschalk Blücher.

### Versterkingen zijn onderweg

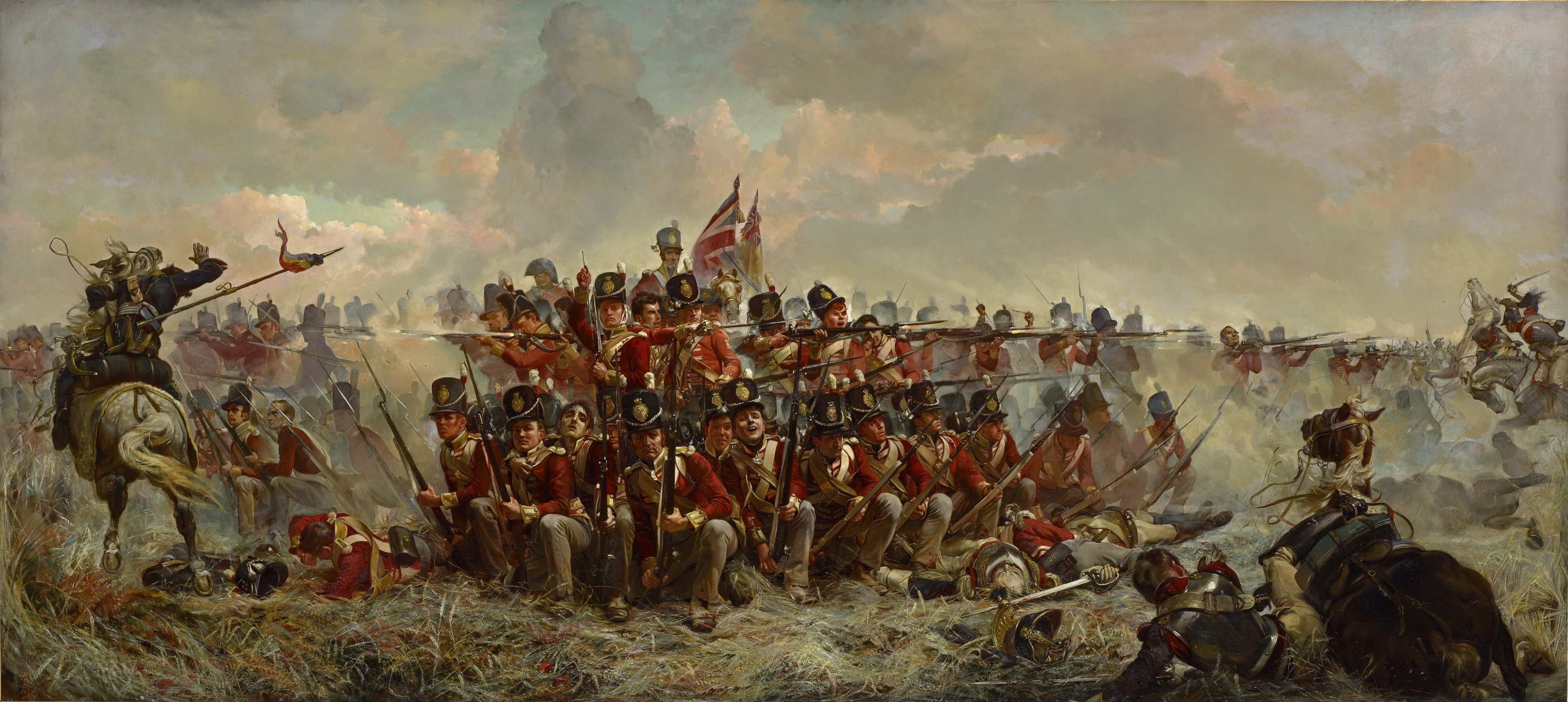
Het 28e regiment verdedigt zich in carré

Sinds de vroege ochtend van 16 juni waren er vanuit Brussel troepen onderweg naar het zuiden, die als bestemming het dorpje Genepiën (Genappe) hadden, iets ten noorden van Quatre-Bras. De troepen die uit de richting Brussel kwamen zijn zeer waarschijnlijk op Nederlands bevel doorgestuurd ter versterking van de nijpende situatie bij Quatre-Bras, want Wellington zelf was nog niet teruggekeerd. Deze troepen bestonden uit de Britse 5e Divisie van generaal Picton, een korps Brunswijkers en een Hannoveraanse brigade onder commando van kolonel Best. 
Vanuit het westen was ook de Nederlandse 2e Lichte Brigade cavalerie, onder commando van generaal Van Merlen, inclusief een halve batterij rijdende artillerie (2 stukken geschut), onderweg naar Quatre-Bras zelf. De cavalerie van generaal Van Merlen arriveerde tijdens de Franse cavaleriecharge gericht op de twee Nederlandse bataljons, en werd in allerijl opgesteld langs de weg vanaf het kruispunt richting Ligny-Sombreffe. De divisie Picton begon zich in linie te ontplooien, om positie in te nemen achter de weg die naar Sombreffe voert.
Door de succesvolle Franse cavalerieaanval was de situatie nu zo hachelijk geworden dat meteen een tegencharge werd bevolen. De aanval op de Franse cavalerie door het 6e Regiment Huzaren van Boreel, genoemd naar hun commandant Boreel, was echter ongecoördineerd: zij werden teruggeworpen en achtervolgd. Het tweede regiment van de brigade, het (Belgische) regiment 5e Lichte Dragonders, zette nu een tegencharge in en wierp de Fransen terug. Volgens nagelaten memoires van hun commandant, kolonel de Mercx, was dit regiment bijzonder succesvol en voerde het verschillende aanvallen uit. Toen dit regiment zich terugtrok werden ze onder vuur genomen door een Schots bataljon van de Britse divisie van generaal Picton, dat ondertussen tijd gehad zich in linie op te stellen. Hun uniform leek op het Franse uniform van de jagers te paard, eenzelfde groen-gele uitmonstering. Na deze cavaleriegevechten trok de brigade van Van Merlen zich terug ten noorden van Quatre-Bras. 
Ook voor het merendeel van de infanteriebrigade Van Bylandt was de veldslag over; zij trokken zich terug ten westen van Quatre-Bras, om de weg richting Nijvel te dekken. Hun posities werden overgenomen door het korps Brunswijkers, dat zich opstelde in het terrein tussen het kruispunt en het Bos van Bossu om het gevecht met de Fransen voort te zetten. De meesten van de gevangengenomen manschappen van het 27e Jagers wisten in de chaos van de Nederlandse tegencharge van de cavalerie al snel weer te ontkomen, en konden zich weer bij het bataljon voegen.

### Aanval op het Bos van Bossu
Sinds het begin van de slag hadden de Fransen het Bos van Bossu ongemoeid gelaten; ze waren aanvankelijk ook maar twee divisies sterk, plus een cavaleriedivisie. Nadat echter de Nederlandse brigade Van Bylandt was teruggedrongen tot nabij het kruispunt zelf, werd er nu ook een brigade van generaal Foys divisie ingezet tegen de zuidrand van het bos. De Franse troepen drongen het bos in en wisten de Nassause infanterie onder commando van kolonel Von Sachsen-Weimar terug te dringen. Een tegenaanval was nog wel succesvol, maar de Nassause kolonel besloot zich terug te trekken uit het bos toen hij merkte dat zijn flank buiten het bos niet langer werd gedekt door de troepen van generaal Van Bylandt. Bovendien was door de dichte begroeiing van het bos zelf het overzicht van het gevecht vrijwel onmogelijk.
Gezien de lichte verliescijfers onder de Nassause troepen voor deze dag is het zeer waarschijnlijk dat er zich geen hevige gevechten hebben afgespeeld in het bos. De brigade trok zich terug naar de weg die naar Nijvel voert, en daarmee was het Nederlandse aandeel in de veldslag beëindigd.

### Maarschalk Ney krijgt nieuwe orders

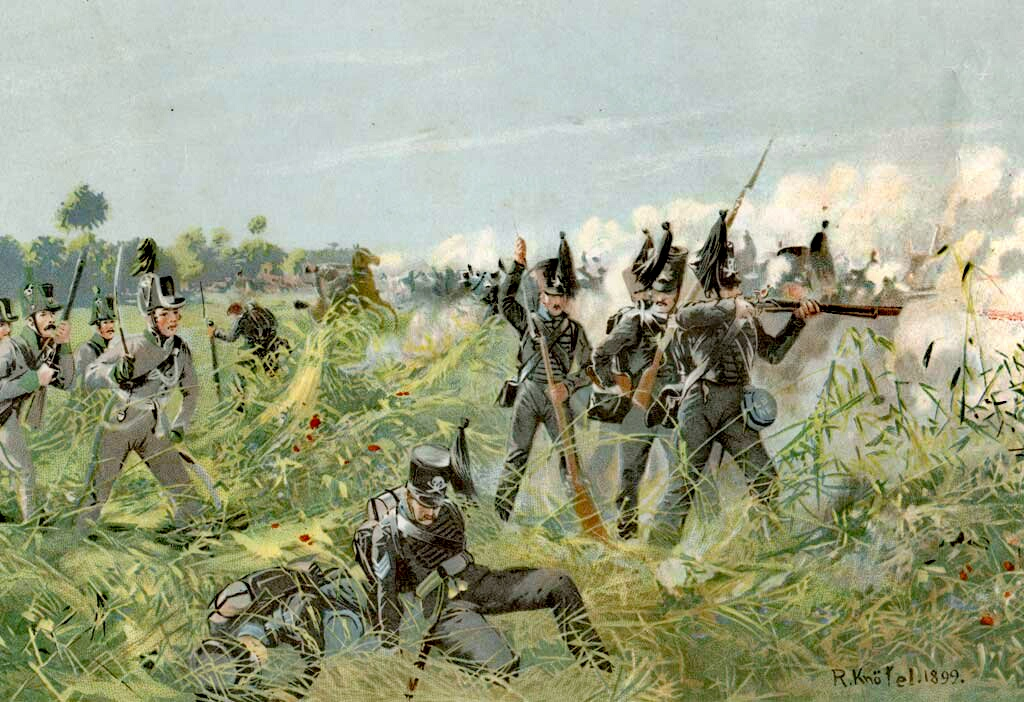
De Brunswijkers in de aanval.

Rond 3.30 uur ontving Ney de orders die afkomstig waren van maarschalk Soult, de stafchef van Napoleon, en die om twee uur in de middag waren geschreven in opdracht van de keizer, die zich te Fleurus bevond en de zich verzamelende Pruisische troepen observeerde. In de orders aan Ney legde Soult uit hoe de keizer de mogelijkheid zag om de Pruisen te verslaan en wat de rol zou zijn van de linkerflank van het Franse leger, onder commando van Ney. Het was niet langer de bedoeling om bij Quatre-Bras positie in te nemen met de linkerflank en zich gereed te houden voor de opmars naar Brussel. Nu moest Ney zorgen dat het kruispunt werd ingenomen, en verder moest het korps van generaal Jean-Baptiste Drouet d'Erlon rechtsaf buigen en de Pruisen bij Ligny in de rechterflank aanvallen.
Deze nieuwe bevelen veranderden het karakter van de veldslag voor de Fransen geheel, maar Ney had zijn handen al vol. De enige versterking die rond vier uur eindelijk arriveerde en zich tegenover het Bos van Bossu ontplooide, was de divisie van Jérôme Bonaparte. Het korps van D'Erlon was nog nergens te bekennen. De enige andere versterkingen zouden bestaan uit het 4e cavaleriekorps van generaal Kellermann, maar alleen de brigade van Guiton, twee regimenten kurassiers, zou uiteindelijk arriveren.
Bovendien hadden de nieuw gearriveerde geallieerde versterkingen de Franse troepen sinds drie uur weten terug te slaan. De divisie van Picton had die van generaal Bachelu terug weten te dringen tot achter het gehucht Piraumont en was vervolgens samen met de Brunswijkse troepen tot aan de boerderij Gémioncourt gekomen. Meerdere malen ging het gevecht op en neer, waarbij ook de Brunswijkse cavalerie werd ingezet. Bij een van hun charges voerde de hertog van Brunswijk persoonlijk zijn ulanen aan, waarbij hij zwaargewond raakte. De hertog zou nog op het slagveld overlijden aan deze verwondingen.

### Alten en Cooke arriveren
Er verschenen steeds meer geallieerde versterkingen op het slagveld en het doel van Ney, het veroveren van Quatre-Bras, werd onhaalbaar. Aan het eind van de dag had het geallieerde leger het kruispunt stevig in handen.

## Na de slag
Door de nederlaag van de Pruisen bij Ligny was de positie van het geallieerde leger bij Quatre-Bras onhoudbaar geworden. Wellington besloot zich terug te trekken naar een eerder verkende positie bij Waterloo.
Bij de dubbele slag Quatre-Bras - Ligny speelde aan Franse zijde een misverstand. Het eerste legerkorps onder d'Erlon was aan de Franse linkerflank onder Ney toebedeeld. Bij Ligny observeerde Napoleon echter drie grote Pruisische legerkorpsen (I, II en III), die numeriek talrijker waren dan het Franse leger dat hij er tegenover kon stellen (3e, 4e korps en de garde). Hij zond daarom een bode om d'Erlon naar Ligny te laten komen, een order die d'Erlon direct gehoorzaamde. Onderwijl wachtte Ney tevergeefs op de komst van dit Franse legerkorps. Toen hij vernam dat d'Erlon op weg naar Ligny was (hij had geen bericht van Napoleon hierover ontvangen), gaf hij d'Erlon opdracht onmiddellijk linksomkeert te maken richting Quatre-Bras. D'Erlon arriveerde hier tegen de avond, te laat om iets bij te dragen.

Monumenten in Quatre-Bras
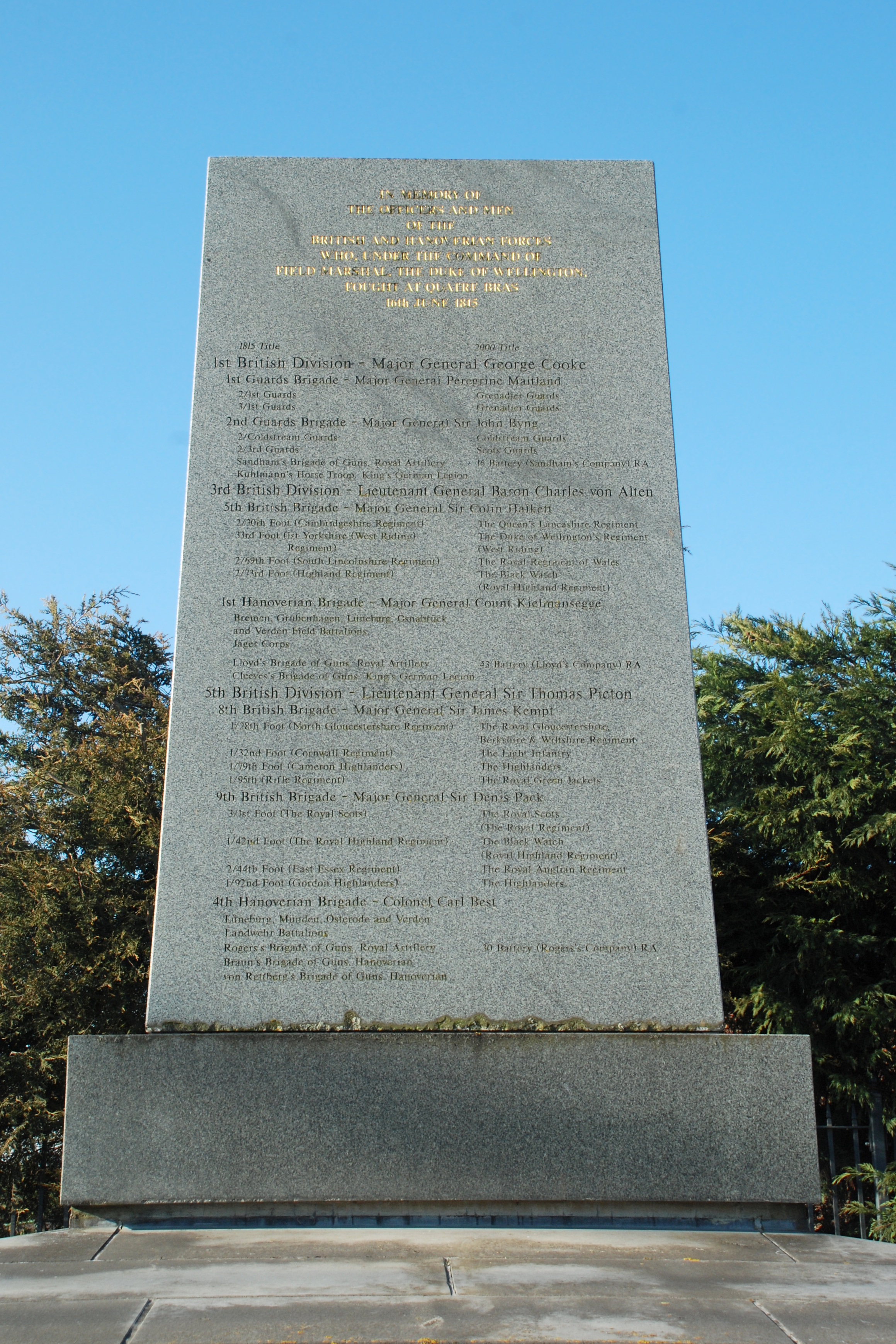
Monument voor de Britse en Hannoveraanse troepen.
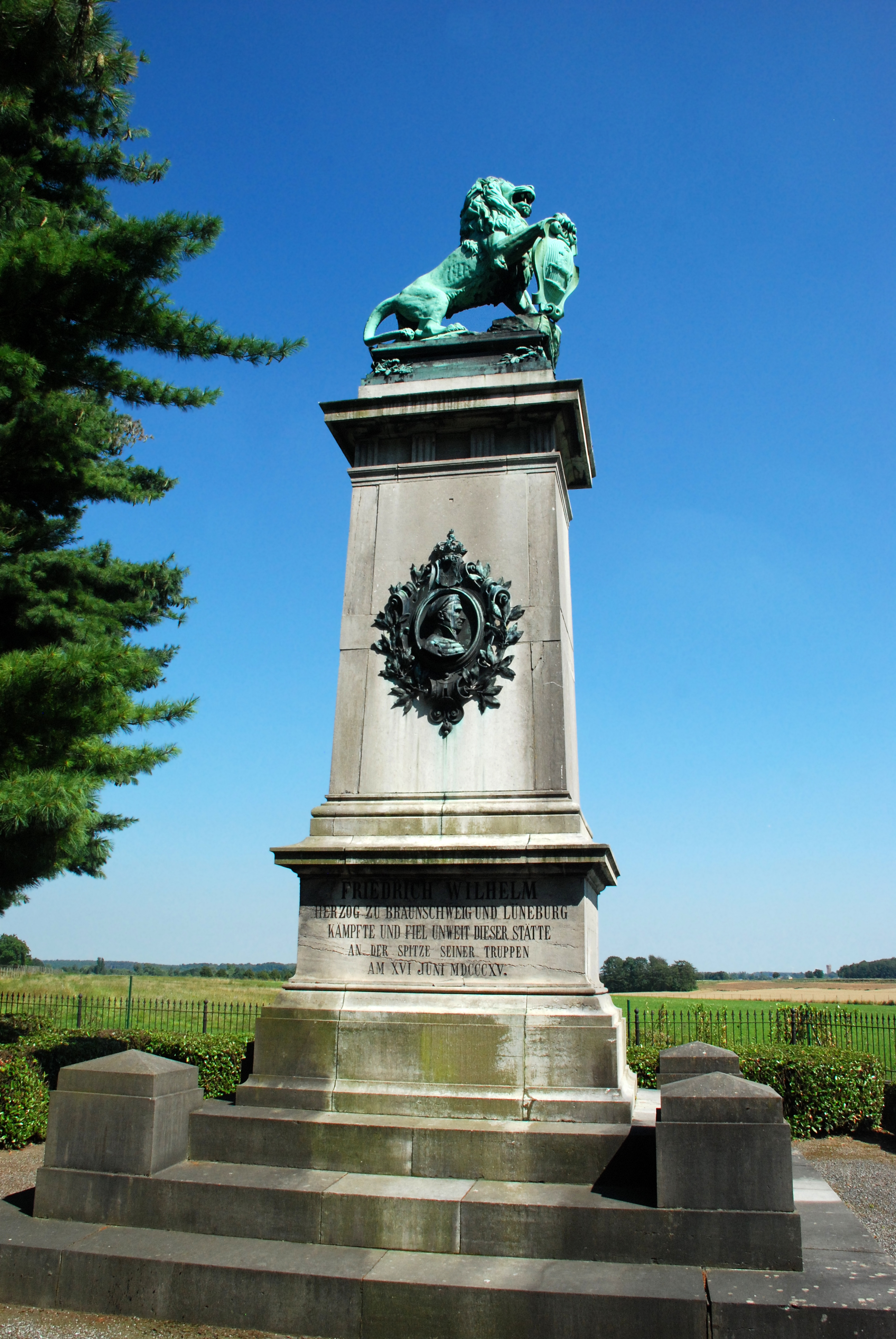
Brunswick Monument.
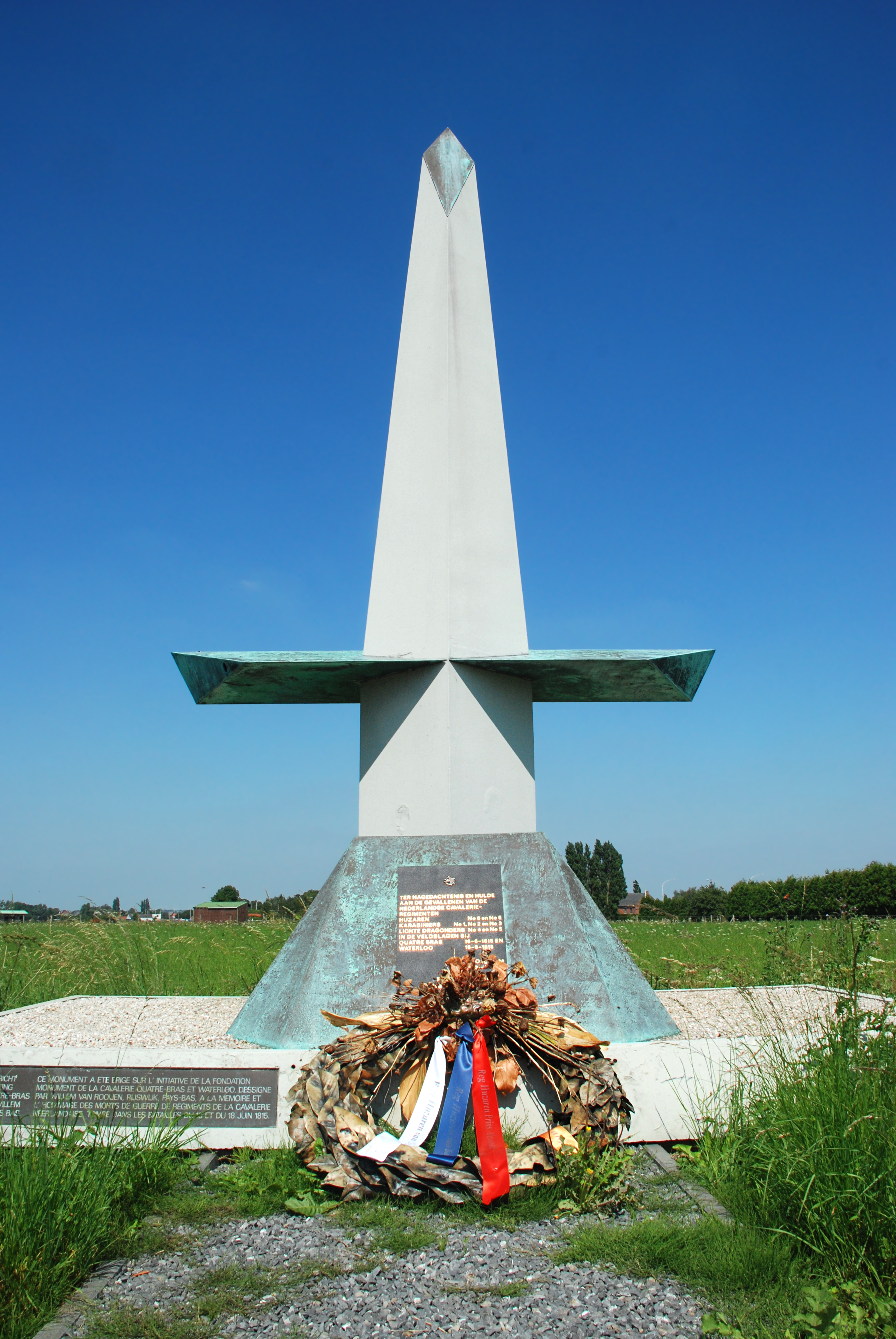
Monument voor de Nederlandse cavalerie regimenten.
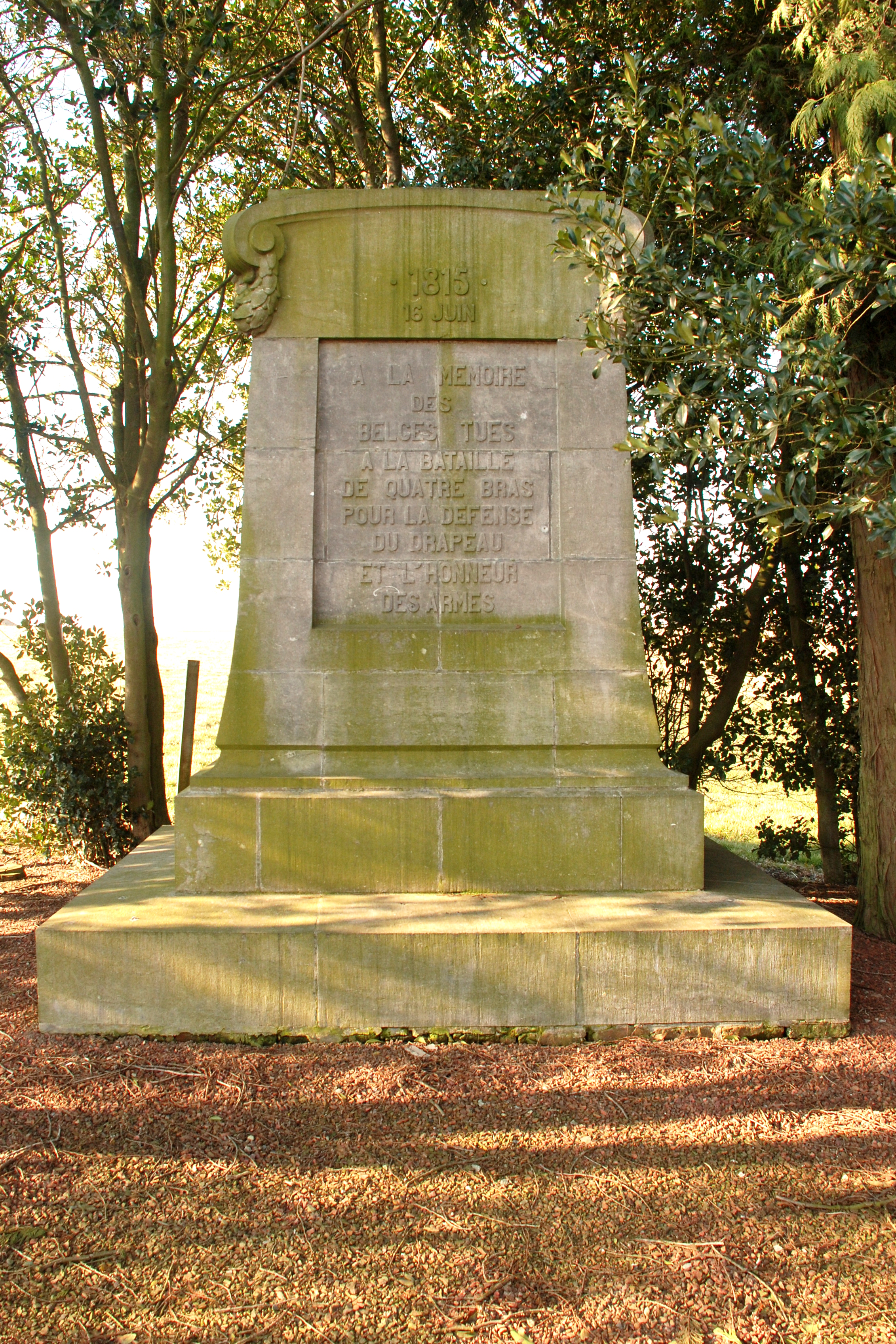
Monument voor de Belgen.

## Nederlandse militair-historische literatuur over Quatre Bras
- (en)  (de)  Maarten Bijleveld van Lexmond, Parallel roads, portrait of a Westphalian-Dutch family, Verlag Degener, 2008. ISBN 978-3-7686-5202-5. Familiestudie met o.a. aandacht voor de kapitein der artillerie Adriaan Bijleveld.
- (en)  André Dellevoet, The Dutch-Belgian cavalry at Waterloo, Uitgeverij De Cavalerie, 2008. ISBN 978-90-77129265.
- (nl)  Jurriën de Jong, Ben Schoenmaker, Jeroen van Zanten, Waterloo, 200 jaar strijd, Uitgeverij Boom, 2015. ISBN 978-90-89534743.
- (en)  Erwin Muilwijk, Quatre Bras, Perponcher's gamble, Sovereign House Books, 2013. ISBN 978-90-819318-2-3. Geeft een volledig overzicht van de bijdrage van de Nederlandse troepen tijdens de slag bij Quatre-Bras.
- (nl)  Kees Schulten, Waterloo 18 juni 1815, de val van de adelaar, Walburg Pers, 2015. ISBN 978-90-5730-426-2.

## Nederlandse romanliteratuur (fictie) over Quatre Bras
- (nl)  Marco Bijl, Evert Roelof en de slag bij Waterloo, 1815, Brave New Books, 2014. ISBN 9789402126440.
- (nl)  J.R. Callenbach, Waterloo, Uitgeverij G.F. Callenbach, 1915. Met illustraties van Johan Herman Isings.
- (nl)  Rob Regter, De adelaar en de leeuw, Uitgeverij Aspekt, 2014. ISBN 9789461532442.
- (nl)  Peer de Vries, Quatre Bras!, De avonturen van een luitenant der huzaren 1813-1815 , Uitgeverij Verloren B.V., 2013. ISBN 978-90-8704-400-8.